# Michel Cymes
Ne doit pas être confondu avec Michael Symes.
Cet article possède des paronymes, voir Cyme et Syme.
Michel Cymes, né le 14 mai 1957 à Paris, est un médecin et chirurgien français spécialisé en otorhinolaryngologie.
Tout d'abord chroniqueur dans Télématin au début des années 1990, il devient animateur de radio et de télévision, connu essentiellement pour avoir présenté, de 1998 à 2018, Le Magazine de la santé sur France 5 avec Marina Carrère d'Encausse et Benoît Thévenet. Il a également coprésenté avec eux les émissions Allô docteurs et Enquête de santé sur la même chaîne. De 2012 à 2023, il coanime Les Pouvoirs extraordinaires du corps humain avec Adriana Karembeu sur France 2.
À la radio, il a exercé le plus souvent sur RTL (de 2011 à 2014 et de 2016 à 2022).
Il est occasionnellement acteur pour le cinéma et la télévision.
Ses sorties médiatiques, notamment sur des sujets médicaux, font souvent l'objet de controverses dans les médias.

## Biographie

### Famille
Les grands-parents de Michel Cymes sont des Juifs polonais ayant émigré en France en 1922. Ses deux grands-pères sont morts en déportation à Auschwitz durant la Seconde Guerre mondiale. Un de ses grands-pères est Chaim Cymes, né le 23 avril 1902 à Varsovie en Pologne et déporté par le convoi no 4 en date du 25 juin 1942, de Pithiviers vers Auschwitz. Sa dernière adresse est au 7 rue des Immeubles-Industriels dans le 11e arrondissement de Paris. Ses parents, Nathan et Anna, étaient tailleurs à domicile, puis son père devient soldeur et sa mère négociatrice en immobilier.
Il a un frère, Franck, de neuf ans son cadet, qui est, en 2011, directeur des droits dérivés et évènements à France Télévisions, avec qui il a fondé le magazine Dr Good!.

### Médecin
Michel Cymes fait son service militaire comme médecin volontaire en Afrique.
Il effectue une partie de son internat en médecine à Paris-Descartes puis à l'hôtel-Dieu de Chartres. Il est aussi étudiant à la faculté de médecine à l'hôpital Necker de Paris. Lors de ses études, il se spécialise dans la chirurgie otorhinolaryngologique. C'est au cours de son internat qu'il développe un humour de type « carabin », par sa fonction « d'économe » et de président chargé d'organiser les fêtes et les soirées dans les salles de garde.
Par la suite, en raison de ses activités audiovisuelles, il arrête de pratiquer la chirurgie, mais continue plusieurs années ses consultations à l'Hôpital européen Georges-Pompidou à Paris,,. En juillet 2021, il fait valoir ses droits à la retraite et met fin à ses consultations à l'HEGP, la médiatisation prenant trop de place dans son emploi du temps.

### Carrière médiatique
Au début des années 1990, Michel Cymes est médecin au cours d'un rallye automobile au Sahara ; il entre en contact avec des journalistes d'Europe 1, pour lesquels il écrit des chroniques scientifiques.[réf. souhaitée]
De 1991 à 1994, il devient chroniqueur médical dans l'émission Télématin sur France 2, et par la suite en 2005 pour la radio Europe 1,.
En 1994, il est recruté par La Cinquième (devenue France 5 en 2002) et anime jusqu'en 1997 les émissions Qui vive et Attention santé. À partir de 1998, il présente avec Marina Carrère d'Encausse et Benoît Thévenet Le Journal de la santé, qui deviendra par la suite Le Magazine de la santé et Allô Docteurs (depuis septembre 2007). Ces émissions d'information et de vulgarisation sur la médecine obtiennent les meilleurs scores d'audience de la chaîne. Au cours de ses émissions en direct sur France 5, Michel Cymes n'hésite pas, pour détendre l'ambiance d'émissions plutôt sérieuses par ailleurs, à lâcher quelques traits d'humour volontiers carabins, ce qui lui vaut d'être régulièrement la « vedette » du Zapping de Canal+.
En 2003, il fonde avec Christian Gerin et Marina Carrère d'Encausse la société « Pulsations » ; en même temps il officie jusqu'en 2005 sur France Info ; il a également présenté l'émission Comment ça va bien… merci, tous les samedis de 10 h à 11 h sur Europe 1 jusqu'en juin 2008. La même année, il participe à l'émission de divertissement Fort Boyard sur France 2 en faveur de l'association « Les P'tits Loups » et en 2011 pour l'association « Sparadrap ».
En 2009, il lance avec Marina Carrère d'Encausse le site web Bonjour-docteur.com[réf. non conforme], dont il fait la promotion avec un poisson d'avril en déclarant au magazine Télé Star avoir été choisi pour jouer dans la série télévisée américaine Dr House, puis en parodiant le médecin de fiction dans une vidéo.
À partir du 11 avril 2011, il anime tous les matins sur RTL à 7 h 59 les chroniques Ça va déjà mieux dans lesquelles il aborde avec son ton décalé divers sujets médicaux.
En 2012, il apparaît dans deux scènes du film La Vérité si je mens ! 3, dans le rôle d'un médecin, ou encore dans un sketch du Golden Show. Pendant l'été, il anime avec Véronique Mounier sur RTL l'émission On refait la chose, tous les soirs de 21 h à 23 h. À partir de novembre 2012, il coanime avec Adriana Karembeu sur France 2 l'émission Les Pouvoirs extraordinaires du corps humain[réf. nécessaire].
En 2013, il joue son propre rôle dans la série Y'a pas d'âge, dans l'épisode Pour se mettre au régime.

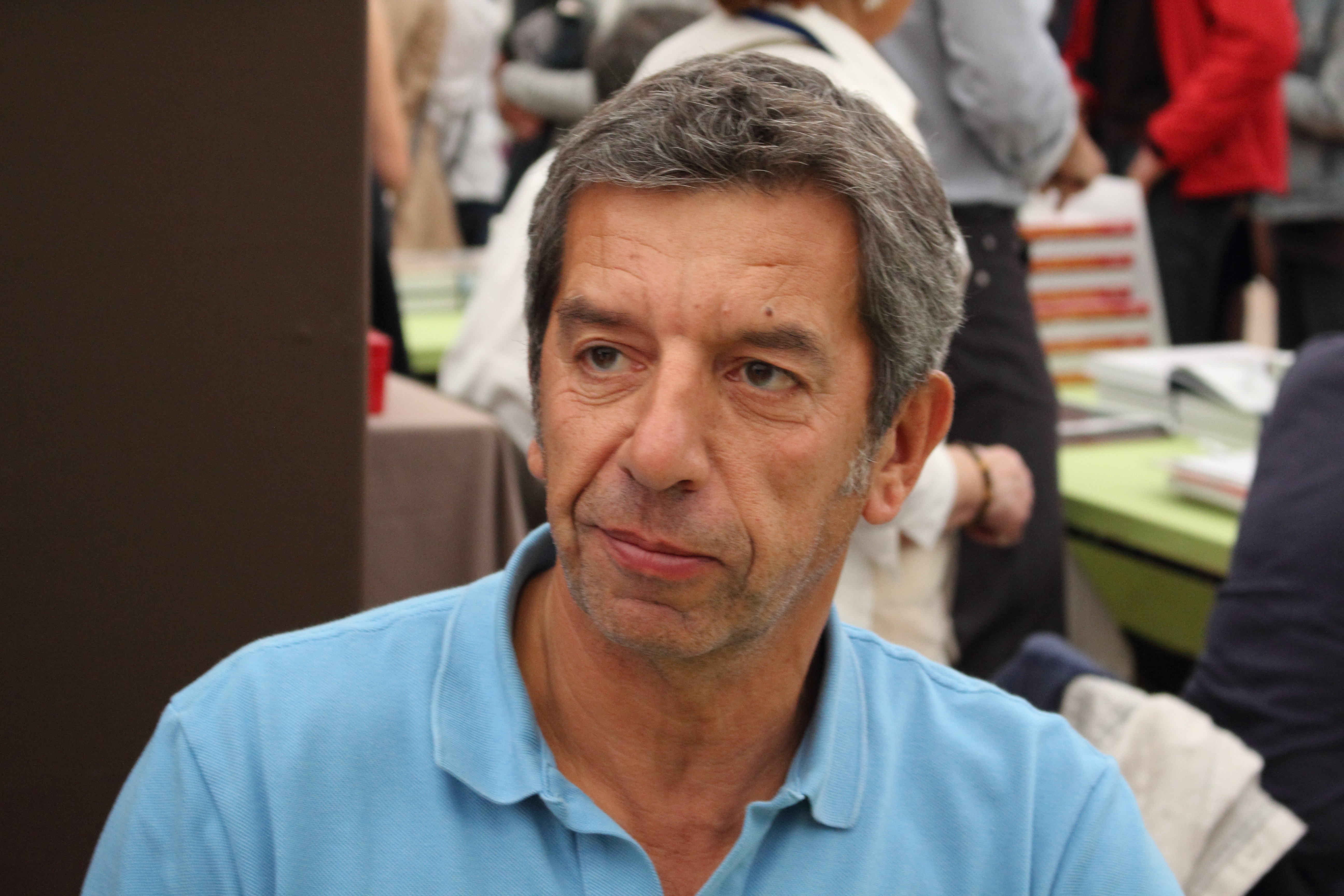
Michel Cymes en 2015.

En 2014, il présente le documentaire Aventures de médecine : Au cœur de l'homme. Il rejoint également l'équipe de La Bande originale sur France Inter pour une chronique présentée chaque lundi.[réf. nécessaire] La même année, il est désigné « Personnalité préférée des Français » avec Frédéric Lopez par le magazine Stratégies.
En 2015, quand la société Newen rachète la société de production 17 juin média et sa filiale Pulsations; Michel Cymes, qui détient 24,8 % de cette dernière, vend 11,45 % pour 1,5 million d’euros, et échange les actions restantes contre une participation de 12 % dans la holding 17 Juin Développement et Participations.
À la rentrée 2016, il rejoint de nouveau la station RTL pour tenir une chronique médicale, durant la matinale présentée par Yves Calvi, intitulée Ça va beaucoup mieux,.
En mai 2018, il annonce qu'il quitte la présentation du Magazine de la santé (et, par voie de conséquence, d’Allô Docteurs), qu’il coanimait depuis vingt ans. Le producteur et coprésentateur de l'émission, Benoît Thévenet, indique que « ça fait deux ans que l’on préparait son départ. Michel présentait le magazine depuis le début. C’est normal qu’il veuille évoluer. Il reste dans la famille et peut venir nous voir quand il veut ». Il continue cependant à coanimer sur France 5 l'émission Enquête de santé, mais aussi sur France 2 Les pouvoirs extraordinaires du corps humain avec Adriana Karembeu.
À partir du 31 octobre 2018, il anime Ça ne sortira pas d'ici !, un talk-show médical diffusé le mercredi soir en seconde partie de soirée sur France 2. Chaque semaine, il reçoit des invités dans un décor de cabinet médical. Depuis son lancement, l'émission a réussi à réunir un public fidèle le mercredi soir, avec une moyenne en audience veille de 1,15 million de fidèles soit 11,0 % de part de marché selon Médiamétrie. L'émission s'arrête en mars 2020.
En février 2021, il lance une émission de santé le dimanche après-midi sur France 2, Antidote, qui est arrêtée en juin 2021, faute d'audience.
A la rentrée 2021, il lance un jeu médical le dimanche après-midi sur France 2, Vitamine C, qui prend fin en décembre 2021, faute d'audience .
Il est animateur associé à la société de production 17 juin média, qui a aussi le statut d'agence de presse et qui coproduit ou participe à la plupart de ses émissions radiotélévisées ; certaines sources le présentent comme l'un des dirigeants de cette société.
En 2019, il vend à Webedia 62,5 % du capital du Club santé débat, société qui organise notamment les conférences mensuelles, édite le site web, produit les programmes courts, et co-édite le magazine avec Reworld Media. Il en était le co-actionnaire avec son frère Franck, un spécialiste du merchandising. La société était alors valorisée selon le magazine Capital à 17,93 millions d’euros.
En 2025, il co-fonde avec son frère Franck Cymes, Pierre Fraidenraich et Valérie Bruschini une chaine de télévision spécialisée dans la santé et le bien-être baptisée Mieux 

### Engagements
- Michel Cymes est l'un des membres fondateurs de l'association humanitaire La chaîne de l'espoir[30].
- Il est le parrain des 10 ans de Chartres en Lumières[31],[32].
- Il est le parrain de l'édition 2013 des 20 km de Paris[33].
- Il est le parrain de la promotion DFGSM2 2012-2013 (deuxième année de médecine) de Nancy[34].
- Il est le parrain de l'association Sparadrap[35].
- En 2019, il est le parrain du 60e anniversaire de la Ligue contre le cancer de Vendée[36][réf. non conforme].

### Prises de position
Michel Cymes s'est exprimé notamment contre Marine Le Pen, Jean-Luc Mélenchon et Donald Trump,.
Dans le documentaire Hippocrate aux enfers, réalisé par Jean-Pierre Devillers et Claire Feinstein et diffusé sur France 2 le 30 janvier 2018, Michel Cymes affirme : « Il y a eu des camps de la mort polonais et un camp de la mort français », ce qui suscite la polémique[réf. nécessaire]. Michel Cymes répond ensuite à la polémique.
En 2020, Michel Cymes, Philippe Charlier et S. Deo, publient dans Éthique, médecine et politiques publiques une proposition tendant à modifier le nom du syndrome d'Asperger en syndrome de Wing dans la mesure où Hans Asperger avait participé sous l'égide du régime nazi au programme eugéniste d'élimination des enfants anormaux. De même, ils proposent de remplacer le nom de la lèpre, associé selon eux à la relégation sociale et au colonialisme, par celui de maladie de Hansen.

### Vie privée
Michel Cymes est père de trois fils ; les deux premiers issus d'une première union sont nés en 1997 et 1999 ; le troisième est né en 2011 de son union avec Nathalie, épousée le 23 mai 2015.
Dans son livre Rien n’est impossible. Mon histoire pourrait être la vôtre, sorti en octobre 2022, il annonce avoir souffert d'un cancer du rein, découvert et traité à temps en 2008.
Il a dit récemment sur ce sujet qu'il ne faut pas avoir peur de la maladie ou d'en parler, les chances d'en guérir étant plus élevées de nos jours.

## Controverses

### Sponsoring, Medical Debat, déontologie
En avril 1997, un journaliste qualifie Michel Cymes d'« équilibriste à vaciller sur le fil déontologique ».
En février 2011, un article de Rue89 sur les médecins journalistes s'interroge sur les revenus industriels de Michel Cymes et sur le rôle de la société « Medical Debat ».
Plusieurs de ses émissions sont sponsorisées par des marques : ainsi le programme court Bien évidemment, financé par Auchan et diffusé par France Télévisions en 2017 ; la websérie Changez d’air financée par les aspirateurs Dyson ; ou le podcast Au fil de l’eau financé par l’eau minérale Quézac.

### Pilule
En juin 2001, au cours d'une émission télévisée, Michel Cymes déclare « Hors de la pilule, il n’est point de bonne contraception ». Dans un livre publié la même année, intitulé Contraceptions mode d'emploi, le médecin et essayiste Martin Winckler écrit : « Quand un journaliste déclare tout de go, au beau milieu de l’année 2001, sur la plus grande chaîne publique En dehors de la pilule, y’a rien !, il manifeste un mépris extraordinaire pour les neuf dixièmes des méthodes et leurs utilisatrices ». Michel Cymes poursuivra M. Winckler pour diffamation, mais sera débouté de ses demandes en première instance et en appel, il sera condamné à payer 2 500 € à M. Winckler et à l'éditeur du livre.

### Dépistage du cancer de la prostate
En janvier 2011, Michel Cymes crée la polémique en s'associant à une campagne controversée en faveur du dépistage systématique du cancer de la prostate. Une photographie le représente avec plusieurs urologues ayant dégrafé leur pantalon qui leur tombe sur les chevilles et levant l'index (ce cancer pouvant être dépisté avec un toucher rectal). Ce n'est pas la photo, volontairement provocatrice, qui fait polémique, mais le positionnement en faveur du dépistage systématique, alors même que la Haute Autorité de santé (HAS) a pris position contre ce dépistage systématique.[source insuffisante]

### Hippocrate aux enfers

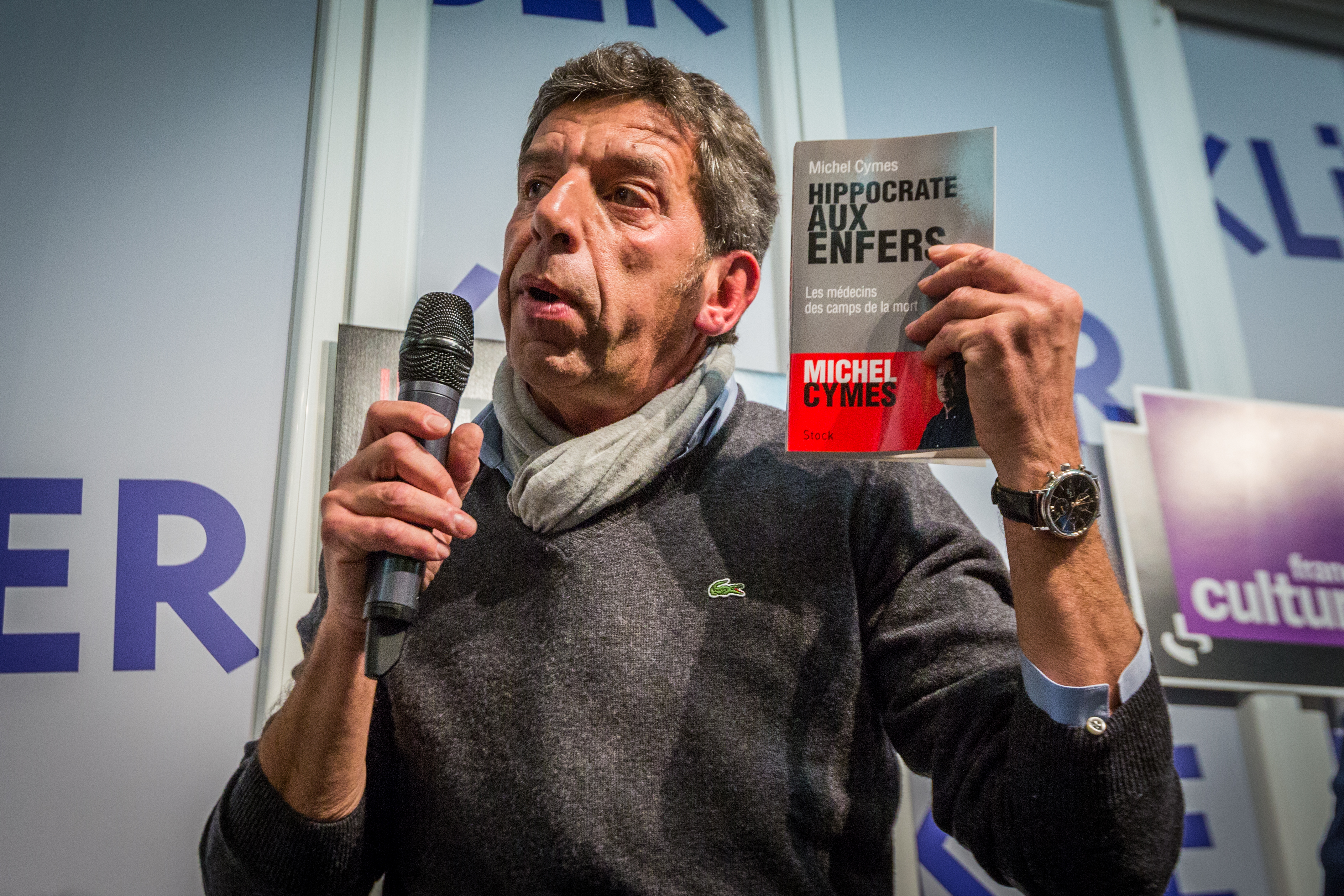
Michel Cymes à Strasbourg le 30 janvier 2015.

En janvier 2015, Michel Cymes publie un ouvrage : Hippocrate aux enfers - les médecins des camps de la mort, chez Stock.
La polémique éclate le 27 janvier 2015 lorsque le corps universitaire strasbourgeois dénonce les « inexactitudes » et les « rumeurs » que colporteraient Michel Cymes, notamment celles qui suggéreraient qu'il y ait encore des restes des quatre-vingt-six Juifs gazés au Struthof en août 1943 pour le projet de collection de squelettes juifs du Pr August Hirt. Michel Cymes se serait inspiré des écrits du docteur Georges Yoram Federmann , président du Cercle Menachem Taffel qui œuvre pour la mémoire des quatre-vingt-six juifs gazés au Struthof, qu'il a interrogé par courriel pour son livre. Dans celui-ci, le docteur Federmann écrit : « Il existe probablement encore des coupes anatomiques constituées à l'époque nazie malgré les dénégations des responsables de l'Institut ». 
Le 18 juillet 2015, la municipalité de Strasbourg annonce dans un communiqué que des restes de victimes d'August Hirt ont été découverts à l'Institut de médecine légale de la ville, le 9 juillet, par Raphaël Toledano, historien — auteur de travaux sur le sujet — avec la participation du professeur Jean-Sébastien Raul, directeur de cet institut.
Quelques années plus tard et après la publication d'un rapport de 500 pages, la faculté de Strasbourg est obligée de reconnaître le bien fondé des accusations de Michel Cymes. À savoir que des citoyens alsaciens ont bien travaillé à la 'Reichsuniversität', que les crimes médicaux commis par les professeurs étaient nombreux et que la faculté collaborait étroitement avec un camp de concentration proche.

### Reproches d'optimisation fiscale
En 2016, alors que Michel Cymes détient 24,8 % des actions de la société de production Pulsations SAS, celle-ci est valorisée 13 millions d'euros lors de son rachat par le groupe Newen. Sa participation a donc été valorisée de 3,25 millions d'euros. En outre, Pulsations SAS distribue un million d'euros de dividendes à ses actionnaires chaque année.
BFM Business note que : 

« Michel Cymes a mis en place un montage lui permettant de payer moins d'impôts sur cette plus-value. Juste avant la vente, il a apporté ses 13,35 % dans Pulsations SAS à Glika SAS, une société qui lui appartient à 99 %. Si Michel Cymes avait encore détenu personnellement sa participation dans Pulsations SAS, alors il aurait été imposé sur la plus-value réalisée à hauteur de 15,5 % de cotisations sociales, plus un impôt sur le revenu allant jusqu'à 45 %, après un abattement de 65 % puisqu'il détenait cette participation depuis plus de 8 ans. En apportant sa participation dans Pulsations SAS à Glika SAS, aucun impôt sur la plus-value n’est dû, à condition que Glika SAS réinvestisse la moitié de la plus-value dans les deux ans ».
D'autre part, « Glika SAS est aussi utilisée par Michel Cymes pour d'autres choses. Cette société reçoit une partie des droits d'auteur de ses livres et une partie de ses cachets d'animateur — c'était le cas pour ses prestations sur Europe 1. Là encore, cela présente un avantage fiscal. Faire verser ses cachets non à soi-même, mais à une société qui vous appartient permet de ne pas payer de charges sociales ni patronales ni salariales. »

Le magazine Capital constate, lui, que « pour tirer le meilleur parti de son business, Michel Cymes s’est entouré de bons avocats fiscalistes afin de réduire son impôt. »

### Coronavirus
Le 10 mars 2020 (soit une semaine avant le confinement), il assure sur Europe 1 : « Je ne suis absolument pas inquiet. C’est un virus de plus, c’est une forme de grippe ».
Toujours le 10 mars 2020, il déclare dans l'émission Quotidien sur TMC :  « Aujourd'hui, ça n'est pas grave. |...] C'est une forme de grippe qui est un peu plus cognée que la grippe. Mais ça reste une maladie virale comme on en a tous les ans. |...] Le gouvernement fait ce qu'il faut. |...] On n'est pas en Italie. L'Italie a un service de santé probablement bien moins performant que le nôtre. On s'y est pris à temps. On a un des meilleurs services de santé au monde. Y a moins de risques. On est mieux préparés. Je ne crois pas qu'un jour on va mettre la France en quarantaine, toute la France en quarantaine. L'Italie, ce n'est pas le même service médical que nous. [...] Ce n'est pas une catastrophe sanitaire pour l'instant. [...] Le masque simple  ne doit être porté que par les personnes qui présentent un symptôme. Si on n'a pas de symptômes, on n'a pas à porter de masque ».
Le 16 mars 2020, Michel Cymes regrette d'avoir « probablement trop rassuré les Français » en rappelant que l'essentiel des cas de coronavirus sont des formes bénignes et que la mortalité du virus est inférieure à celle de la grippe, avec plus de 98 % des personnes atteintes guérissant de la maladie.
Le 8 octobre 2022, dans l'émission Quelle époque ! sur France 2, interrogé par Christophe Dechavanne sur sa déclaration dans Quotidien, il répond: « J'ai eu une période de bashing pendant le covid que je ne comprenais pas, parce qu'on m'accusait de trucs [...] Je n'ai toujours pas compris [...]  J'ai donné des informations comme tout le monde [...] Expliquez-moi quand et où vous m'avez vu dire : 'ce n'est rien, c'est une grippe' ? [...] Je n'ai pas dit ça [c'est une grosse grippe qui cogne un peu]. J'ai pas dit comme ça, et je ne l'ai pas dit comme ça [...] Je suis médecin avant tout, et je ne peux pas avoir dit : 'ouais, c'est une petite grippe', et je sais que je ne l'ai pas fait [...] Ce sont les symptômes d'une grippe, cela s'est avéré être les symptômes d'une grippe avec des complications [...] C'est une grippe qui cogne dur. [...] Je n'ai jamais minimisé les symptômes du covid » 

### Promotion depseudomédecines
Lors d'un épisode (datant d'octobre 2019 mais plusieurs fois rediffusé) de l'émission Les pouvoirs extraordinaires du corps humain sur France 2, intitulé « Fruits, légumes, plantes : cette nature qui nous fait du bien ! », Michel Cymes et sa coanimatrice Adriana Karembeu expérimentent la sylvothérapie, une pseudomédecine censée guérir le corps à l'aide du pouvoir de la forêt, qui consiste à enlacer les troncs d'arbre ou s'y adosser pour baisser sa fréquence cardiaque et donc réduire son stress, un extrait de l'émission précisant qu'elle est « considérée au Japon comme « une médecine qui permet de vivre plus longtemps » », sans préciser que cette pratique n'est appuyée par aucune preuve scientifique (la seule étude brandie par les promoteurs de cette technique a été menée sur un échantillon de seulement 12 personnes et ne présente aucun effet probant).
À la suite de cette diffusion, de nombreux internautes s'indignent qu'il promeuve cette « pseudoscience » alors qu'il s'est publiquement positionné contre le traitement de l'hydroxychloroquine dans la lutte contre le Covid-19 au nom de la médecine basée sur les faits.
Dans la même émission, il reprend un certain nombre de théories infondées mais populaires sur certains réseaux sociaux : 
- le jardinage augmenterait la taille des télomères et permettrait de vivre plus longtemps (théorie inventée de toutes pièces par l'influenceur et homme d'affaires américain Deepak Chopra sans la moindre preuve scientifique)[64]
- le vieillissement cellulaire serait essentiellement dû aux radicaux libres qui feraient « rouiller » les cellules (une théorie populaire chez toutes sortes de charlatans mais sans aucun fondement scientifique)[65]
- la musique aiderait les plantes à pousser (théorie de la « Protéodie », défendue par quelques charlatans sur internet mais qui n'a jamais démontré le moindre effet observable)[66]
- les huiles essentielles seraient plus efficaces que les antibiotiques (affirmation complètement infondée sur le plan médical, d'autant plus que les huiles essentielles ont généralement des effets secondaires bien plus préoccupants et moins maîtrisés que les antibiotiques)[67]

### Accusation de plagiat
Le journaliste et médecin Marc Gozlan a pointé du doigt le 23 février 2021 de grandes similitudes entre un billet écrit par ses soins et le contenu d'une chronique lue à l'antenne de RTL par Michel Cymes.

## Bilan médiatique

### Parcours en radio
- 2003-2005 : collaborateur de France Info
- 2011-2014 : présentateur de la chronique médicale Ça va déjà mieux dans la matinale de RTL
- Été 2012 : coanimateur avec Véronique Mounier de l'émission On refait la chose sur RTL
- 2014-2016 : chroniqueur hebdomadaire dans La Bande originale sur France Inter
- 2016-2021 : présentateur de la chronique médicale Ça va beaucoup mieux dans la matinale de RTL
- 2018-2022 : présentateur de l'émission Ça va beaucoup mieux l'hebdo sur RTL

### Télévision

#### Chroniqueur
- 1991-1994 : Télématin (Antenne 2 / France 2)

#### Animateur
- 1994 : Qui vive (La Cinquième)
- 1995 : Attention Santé (La Cinquième)
- 1997 : Allô la Terre (La Cinquième)[69]
- 1998-2018 : Le Journal de la santé / Le Magazine de la santé (La Cinquième / France 5) : coprésentation avec Marina Carrère d'Encausse (2000-2018) et Benoît Thévenet (2004-2018)
- 2007-2018 : Allô docteurs (France 5), avec Marina Carrère d'Encausse et Benoît Thévenet
- 2008-2018 : Enquête de santé (France 5), avec Marina Carrère d'Encausse et Benoît Thévenet
- 2012-2018 : Aventures de médecine (France 2)
- 2012-2013 : C à vous (France 5) : animateur remplaçant[réf. nécessaire]
- 2012-2023 : Les Pouvoirs extraordinaires du corps humain, avec Adriana Karembeu (France 2)
- 2015 et 2019 : Tout le monde joue, avec Nagui (France 2)
- 2018-2020 : Ça ne sortira pas d'ici !, ave  Jennie-Anne Walker (France 2)
- 2018 : Hippocrate aux enfers (France 2)
- 2019: Le test qui sauve, avec Adriana Karembeu (France 2)
- 2020 : Coronavirus (France 2)
- 29/9/2020-3/7/2024 : Prenez soin de vous (France 2 puis France 5)
- depuis 2020 : C'est bon à savoir (France 2, France 3 et France 5)
- 2021 : Antidote (France 2)
- 2021 : Voyage au centre de la mémoire, avec Faustine Bollaert (France 2)
- 2021 : Vitamine C, avec Bérénice Bourgueil (France 2)
- 2023 : Santé en France : l'état d'urgence ?, avec Léa Salamé (France 2)
- 2024 : Qui dort perd ! La grande expérience du sommeil, avec Marie Portolano (France 2)

## Résumé des publications
Selon Jamal Henni de Capital, Michel Cymes totalisait, en 2020, 53 publications en vingt ans, soit un rythme de 2,6 par an.

### Publications dans la collection «Guide France-Info»
Aux Éditions Balland / Jacob-Duvernet :
- 1999
  - no 17 : C'est grave, docteur ? Comprendre les examens médicaux, Paris, Balland-Jacob-Duvernet / Radio France, 128 p. (ISBN 978-2-7158-1217-8 et 2-7158-1217-5)
- 2000
  - no 35 : avec Tristan Cudennec, Malade d'inquiétude : Guide de l'hypocondriaque, 2001, 127 p. (ISBN 978-2-7158-1287-1 et 2-7158-1287-6)
  - no 37 : avec Patrick Hescot, Vos dents : Qui, quoi, combien ?, 126 p. (ISBN 978-2-7158-1325-0 et 2-7158-1325-2)
- 2001
  - no 41 : avec Jean-François Elberg, Mal de dos, mal de vivre, Paris, Balland / Jacob-Duvernet, 127 p. (ISBN 978-2-7158-1349-6 et 2-7158-1349-X)
  - no 43 : avec Rosine Depoix, Tabac : S'arrêter, 2001, 127 p. (ISBN 978-2-7158-1341-0 et 2-7158-1341-4)
  - no 46 : avec Jean Dupont-Nivet, Bien voir à tout âge, 127 p. (ISBN 978-2-84724-012-2 et 2-84724-012-8)
  - no 48 : avec Rosine Depoix, Les clés de la génétique, Paris, Éd. Jacob-Duvernet, 126 p. (ISBN 978-2-84724-008-5 et 2-84724-008-X)
- 2002
  - no 55 : avec Rosine Depoix, Accidents domestiques : Sécuriser, anticiper, réagir, 2002, 119 p. (ISBN 978-2-84724-031-3 et 2-84724-031-4)
  - no 60 : avec Rosine Depoix, Je protège mon cœur, 119 p. (ISBN 978-2-84724-023-8 et 2-84724-023-3)
  - no 62 : avec Jean-Michel Borys, Le diabète sans gêne : Prévention, mode de vie, suivi, 115 p. (ISBN 978-2-84724-029-0 et 2-84724-029-2)
- 2003
  - no 65 : avec Rosine Depoix, Pipi au lit, ça se soigne !, 2003, 112 p. (ISBN 978-2-84724-053-5 et 2-84724-053-5)
  - no 66 : avec Marina Julienne, Le corps réparé : Le défi de la chirurgie orthopédique, 2003, 113 p. (ISBN 978-2-84724-052-8 et 2-84724-052-7)
  - no 71 : avec Nathalie Arensonas, Fini les jambes lourdes, 2003, 113 p. (ISBN 978-2-84724-060-3 et 2-84724-060-8)
  - no 74 : avec Jean-Michel Borys, Le cholestérol en questions, 119 p. (ISBN 978-2-84724-065-8 et 2-84724-065-9)
- 2004
  - no 75 : avec Rosine Depoix, Tabac : S'arrêter, 119 p. (ISBN 978-2-84724-071-9 et 2-84724-071-3)
  - no 76 : avec Françoise Ramel, Combattre l'herpès, 2004, 111 p. (ISBN 978-2-84724-076-4 et 2-84724-076-4)
  - avec Jean-Michel Borys, Prévenir l'obésité, 120 p. (ISBN 978-2-84724-077-1 et 2-84724-077-2)

### Autres publications
- À l'écoute de votre santé : Comprendre, prévenir, guérir, Paris, Payot, coll. « Documents Payot », 1992, 481 p. (ISBN 978-2-228-88514-0 et 2-228-88514-2).
- Avec Mithridade Davarpanah, Soyez sûr de votre haleine : Un point sur tous les traitements les plus récents et les plus efficaces, Paris, Marabout, coll. « Santé », 2004, 119 p. (ISBN 2-501-04318-9).
- Avec Patricia Chalon, Dico féminin-masculin de l'amour, Paris, Marabout, 2006, 383 p. (ISBN 2-501-04365-0).
- Avec Marina Carrère d'Encausse et le Dr Charlotte Tourmente (préf. du Pr Henri Pujol), Cancer : Toutes vos questions, toutes les réponses, Neuilly-sur-Seine, Michel Lafon, 2007, 281 p. (ISBN 978-2-7499-0571-6), puis en 2008 chez Marabout, 312 p.  (ISBN 978-2-501-05622-9).
- préface de Norman Doidge (trad. de l'anglais par Éric Wessberge), Les étonnants pouvoirs de transformation du cerveau : Guérir grâce à la neuroplasticité [« The Brain That Changes Itself: Stories of Personal Triumph from the Frontiers of Brain Science »], Paris, Belfond, coll. « L'esprit d'ouverture », 2008, 441 p. (ISBN 978-2-7144-4408-0) ; rééd. coll. « Pocket / Évolution » (no 13849), 2010, 625 p.  (ISBN 978-2-266-18823-4).
- Avec Dr Bernadette Oberkampf, Hypocondriaques, je vous ai compris ! : Manuel à l'usage de ceux qui se croient foutus, Paris, Jacob-Duvernet, 2009, 190 p. (ISBN 978-2-84724-248-5).
- La vanne de trop (bande dessinée, avec MAO et dessinée par Duvigan), éditions Bamboo, 2014.

La BD raconte qu’après avoir été viré de son émission vedette (en raison d'une vanne déplacée), Michel Cymes est contraint d'ouvrir son propre cabinet médical[réf. non conforme].
- Hippocrate aux enfers - les médecins des camps de la mort, Paris, éditions Stock, 2015, 216 p.  (ISBN 978-2-234-07803-1).
- Avec Patrice Romedenne, Vivez mieux et plus longtemps, Paris, Stock, 2016, 288 p.  (ISBN 978-2-234-08092-8) .
- Avec Patrice Romedenne, Votre cerveau, Paris, Stock, 2017, 288 p.  (ISBN 978-2-234-08234-2).
- Quand ça va / quand ça va pas, Suresnes, éditions Clochette, 2017, 51 p.  (ISBN 979-10-91965-39-2).
- Rien n’est impossible. Mon histoire pourrait être la vôtre, Paris, Stock, 2022, 250 p.

## Filmographie
Michel Cymes a pris des cours de théâtre étant jeune adulte. En 2009, il annonce qu'il va jouer un rôle dans la série Dr House, créant un buzz médiatique. En fait, il s'agit d'une parodie de la série télévisée pour lancer le site web de son émission Allô docteurs.

### Cinéma
- 2011 : La Vérité si je mens ! 3 : Dr Ohana, le médecin
- 2013 : Diagnostic, court-métrage de Fabrice Bracq, avec Nicole Ferroni, Arnaud Cosson et Roselyne Bachelot. Pour la première fois, Michel Cymes interprète le premier rôle dans une fiction.
- 2016 : Plume & Pellicule, court-métrage de Fabrice Bracq, avec Jacques Gamblin et Thierry Lhermitte.
- 2019 : Joyeuse retraite !, long-métrage de Fabrice Bracq, avec Thierry Lhermitte et Michèle Laroque.

### Télévision
- 2013 : Y'a pas d'âge (saison 1 épisode 2 : Pour se mettre au régime) : Dr Michel Cymes
- 2018 : Meurtres en pays d'Oléron, téléfilm de Thierry Binisti : Vincent Lazare
- 2021-2024 : La Doc et le Véto (série télévisée) : Pierre Josset
- 2024 : La Guerre des trônes, la véritable histoire de l'Europe (série télévisée) : Paul Barras
- 2026 : C'est qui le chef ? d'Aude Gogny-Goubert : Étienne Barbier

## Décoration
- Chevalier de la Légion d'honneur (décret du 3 juillet 2024)[72].